# Közigazgatási reform Belgiumban
A belga közigazgatási reformot az 1960-as és 1970-es években hajtották végre, amelynek eredményeként az önálló képviselő-testülettel rendelkező belga települések egy részét úgynevezett községekbe ((hollandul) gemeenten; (franciául) communes; németül: Gemeinden) vonták össze.

## Belga közigazgatás 1961 előtt
1831-ben, a függetlenség kivívásának évében Belgiumban összesen 2359 önálló település létezett. Az 1839-es békeszerződéssel, amely lezárta a belga szabadságharcot, egyes településeket Hollandiához, másokat Luxemburghoz csatoltak. Az első világháború után a jelenleg Vallónia területén található keleti kantonokat Belgiumhoz csatolták a Német Birodalomtól. Időközben egyes települések önállósodtak (pl. a korábban La Bretagne néven ismert falu kivált Landelies városból és Goutroux néven önállósul), mások összeolvadtak: 1921-ben Brüsszel, Laeken, Neder-over-Heembeek és Haren olvadtak össze és hozták létre a mai Brüsszelt (Bruxelles-ville vagy Brussel-stad)), amely egy nagyobb közigazgatási egység, a Brüsszel fővárosi régió része.
A változások eredményeként 1929-ben Belgiumban 2675 önálló település volt, ez a szám nagyjából változatlan maradt 1961-ig.

## A közigazgatási reform kezdete
1961-ben Gaston Eyskens kormánya elfogadtatta az Egységtörvényt a belga parlamenttel, amely az állami kiadások csökkentésének érdekében lehetővé tette a közigazgatási rendszer megreformálását. A törvény elfogadása után azonban tíz évig folyt a vita a kormányzat szintjén arról, hogy kinek van jogosultsága a településeket összevonni, a korábban önálló településeket egy nagyobb egységbe beolvasztani. A vita másik részét az összeolvadás szempontjai alkották: a település választhattak, hogy pénzügyi, földrajzi, nyelvi, gazdasági, szociális vagy kulturális szempontok alapján olvadnak össze. Ennek megfelelően nem történt semmilyen változás 1971-ig, a települések száma 1961-ben 2663, 1965-ben 2586 és 1971-ben még mindig 2359 volt.

## A reform felgyorsítása
1971-ben Lucien Harmegnies, a Gaston Eyskens-kormány belügyminisztere 1968–1972 között, a reform felgyorsítása mellett döntött. Az Egységtörvényt úgy módosították, hogy most már a nagyobb városok is a hatókörébe tartoztak (ezek korábban mentesültek a reform alól). A reform végrehajtása azonban már a következő, Leo Tindemans által alakított kormány belügyminiszterére, Joseph Michel-re várt.
Az 1975. szeptember 17-i királyi rendelet értelmében, amely 1975. december 30-án lépett életbe, az önálló települések száma 2 359-ről 596-ra csökkent a kisebb-nagyobb települések fúziójával. Az összeolvadás 1977. január 1-jén lépett életbe. Az antwerpeni városi közigazgatás 1983-as reformja után Belgiumban 589 önálló község (commune vagy gemeente) volt: 308 Flandria, 262 Vallónia és 19 a brüsszeli régió területén. 2019-ben a flandriai községek száma további összevonások eredményeképpen 300-ra, az összes belgiumi község száma 581-re csökkent.

## A közigazgatási rendszer jövője
Mivel a mai belga, önálló önkormányzattal rendelkező települések területe és lakossága is viszonylag kicsi – például a holland közigazgatási rendszerrel összehasonlítva – rendszeresen felmerül a belga politikai életben a közigazgatási rendszer további reformjának ötlete. A 2000-ben aláírt Lambermont-egyezmény értelmében azonban a helyi önkormányzatok felett az egyes régiók (Flandria, Vallónia, Brüsszeli régió) gyakorolnak közvetlen felügyeletet és ezért az 1977-eshez hasonló országos, összehangolt reform lehetősége szinte elenyésző.
2007-ben Bert Anciaux helyi politikus javasolta, hogy a brüsszeli régiót jelenleg alkotó 19 önálló települést vonják össze 6 nagyobb kerületté, amelyek megegyeznének a jelenlegi brüsszeli rendőrségi zónákkal, egyszerűsítve a főváros közigazgatását. Mások azt javasolták, hogy az összes önálló brüsszeli körzetet vonják össze egy nagyobb városi önkormányzattá és Antwerpen mintájára alakítsanak ki 19, részben önálló kerületet.
Flandriában is egyre nagyobb az igény a közigazgatási reformra: 2001-ben az akkori flamand belügyminiszter, Geert Bourgeois, 4,125 millió eurós támogatást ígért azoknak az önkormányzatoknak, amelyek saját akaratukból összeolvadnak. A részt vevő településeknek 2011-ig kell szándékukat bejelenteni és az új struktúra 2013-ban lép életbe.
A vallon régióban jelenleg nincsenek komoly tervek a közigazgatás reformját illetően.

## Fordítás
- Ez a szócikk részben vagy egészben  a   Fusion de communes en Belgique című francia Wikipédia-szócikk fordításán alapul.  Az eredeti cikk szerkesztőit annak laptörténete sorolja fel. Ez a jelzés csupán a megfogalmazás eredetét és a szerzői jogokat jelzi, nem szolgál a cikkben szereplő információk forrásmegjelöléseként.